# Список претендентов на премию «Оскар» за лучший фильм на иностранном языке от Украины
Категория премии Американской академии кинематографических искусств и наук («Оскара») «за лучший фильм на иностранном языке» предназначена для награждения полнометражных фильмов, произведенных вне юрисдикции США и с преимущественно неанглийским языком или языками диалога. В качестве конкурсной «премии за заслуги» впервые появилась на 29 церемонии премии «Оскар», состоявшейся в 1957 году. Ранее, в 1948—1956 годах, иноязычные фильмы 8 раз награждались «почётным/специальным „Оскаром“». Награда вручается режиссёру, а официальным победителем является страна, фильм которой одержал победу.

## История
В 1984 году фильм «Военно-полевой роман» режиссёра и сценариста Петра Тодоровского, снятый на Одесской киностудии, был выдвинут от СССР на премию «Оскар» за лучший фильм на иностранном языке. Кинокартина была номинирована, но в итоге не одержала победу. «Военно-полевой роман» стал последним советским фильмом, получившим номинацию на «Оскар» в данной категории.
В августе 2016 года стало известно, что Американская киноакадемия утвердила новый состав Украинского оскаровского комитета, что позволило Украине выдвинуть свой фильм — документальную ленту «Украинские шерифы» режиссёра Романа Бондарчука. Претендент отбирался среди трёх фильмов: «Гнездо горлицы», «Песнь песней» и «Украинские шерифы».
10 марта 2024 года документальная картина Мстислава Чернова «20 дней в Мариуполе» (2023) принесла первый Оскар Украине, одержав победу в номинации «Документальный фильм года». Лента повествует о вторжении российских войск в Мариуполь, начавшемся 24 февраля 2022.

## Список фильмов
| Год (Церемония) | Русское название             | Украинское название           | Английское название    | Режиссёр                       | Результат         |
| --------------- | ---------------------------- | ----------------------------- | ---------------------- | ------------------------------ | ----------------- |
| 1997: (70.)     | Приятель покойника           | Приятель небіжчика            | Friend of the Deceased | Вячеслав Криштофович           | Не номинирован    |
| 2003: (76.)     | Мамай                        | Мамай                         | Mamay                  | Олесь Санин                    | Не номинирован    |
| 2004: (77.)     | Водитель для Веры            | Водій для Віри                | A Driver for Vera      | Павел Чухрай                   | Дисквалифицирован |
| 2006: (79.)     | Аврора                       | Аврора                        | Aurora                 | Оксана Байрак                  | Не номинирован    |
| 2008: (81.)     | Иллюзия страха               | Ілюзія страху                 | Illusion of Fear       | Александр Кириенко             | Не номинирован    |
| 2012: (85.)     | Тот, кто прошёл сквозь огонь | Той, хто пройшов крізь вогонь | Firecrosser            | Михаил Ильенко                 | Не номинирован    |
| 2013: (86.)     | Параджанов                   | Параджанов                    | Paradjanov             | Серж Аведикян и Олена Фетисова | Не номинирован    |
| 2014: (87.)     | Поводырь                     | Поводир                       | The Guide              | Олесь Санин                    | Не номинирован    |
| 2016: (89.)     | Украинские шерифы            | Українські шерифи             | Ukrainian Sheriffs     | Роман Бондарчук                | Не номинирован    |
| 2017: (90.)     | Уровень чёрного              | Рівень чорного                | Black level            | Валентин Васянович             | Не номинирован    |
| 2018: (91)      | Донбасс                      | Донбас                        | Donbas                 | Сергей Лозница                 | Не номинирован    |
| 2019: (92)      | Домой                        | Додому                        | Homeward               | Нариман Алиев                  | Не номинирован    |
| 2020: (93)      | Атлантида                    | Атлантида                     | Atlantis               | Валентин Васянович             | Не номинирован    |

## Проблемы
Участие Украины в «Оскаре» за лучший фильм на иностранном языке было сопровождено множественными проблемами:
- В 2004 году фильм «Водитель для Веры» был дисквалифицирован за то, что был большей частью российского производства. Несмотря на то, что значительная часть фильма была снята на Украине совместно российскими и украинскими кинокомпаниями, фильм был снят на русском языке российским сценаристом и режиссёром Павлом Чухраем (который уже номинировался на Оскар в 1997 году, представляя Россию), и пять из шести актёров, исполняющие главные роли, были россиянами[18].
- В 2006 году профессор Колумбийского университета утверждал, что процесс выбора украинского фильма-кандидата был непрозрачен, так что «Аврора» не должна быть принята в соответствии с правилами Американской академии кинематографических искусств и наук[19]. Несмотря на протест, «Аврора» всё же была принята и показана.
- В 2007 году украинский комитет по отбору фильмов не успел выбрать фильм для заявки из трёх предложенных вариантов.
- В 2014 году решение Украины отправить на «Оскар» фильм «Поводырь» Олеся Санина вместо фестивального хита, фильма «Племя», снятого Мирославом Слабошпицким, вызвало споры, повлекшие обвинения в сговоре нескольких членов отборочной комиссии, которые в результате были вынуждены уйти в отставку[20].
- В 2015 году Украина не успела подать заявку в срок, однако попросила Американскую академию кинематографических искусств и наук продлить срок подачи заявок, но получила отказ[21].

## Комментарии
1. ↑  Использовалось во время номинации.
2. 1 2  Фильм на русском языке.
3. ↑  Фильм совместного российского и украинского производства, причём большая часть фильма создана российскими кинокомпаниями, соответственно фильм не мог представлять Украину.
4. ↑  Фильм на русском, украинском, английском и татарском языках.
5. ↑  Фильм на русском, украинском и английском языках.